# Espada ancha

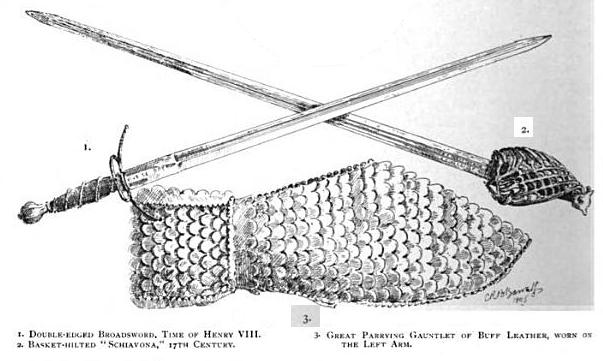
Yuxtaposición de una espada ancha temprana con quillones con una schiavona del siglo XVII, de The Encyclopaedia of Sport & Games (1911)

La espada ancha es un tipo de espada de principios de la era moderna caracterizada por una empuñadura en forma de cesta que protege la mano. La empuñadura de cesta es un desarrollo de los quillones añadidas a las crucetas de las espadas desde la Baja Edad Media.
Esta espada generalmente se usaba como espada militar. Una verdadera espada ancha posee una hoja de doble filo, mientras que las espadas similares de hoja ancha con un solo borde afilado y una parte posterior engrosada se llaman sables o espadas traseras. Se montaron varias formas de empuñadura de canasta en hojas de espada ancha y espada trasera.
Uno de los tipos de armas en el deporte de duelo alemán moderno de Mensur ("esgrima académica") es el Korbschläger con empuñadura de canasta.

## Morfología
La espada con empuñadura de canasta es un desarrollo del siglo XVI, que ganó popularidad en el siglo XVII y se mantuvo en uso generalizado durante todo el siglo XVIII, utilizada especialmente por la caballería pesada hasta la era napoleónica.
Una de las primeras espadas canchas fue recuperada del naufragio del Mary Rose, un buque de guerra inglés perdido en 1545. Antes del hallazgo, la datación positiva más antigua había sido dos espadas de la época de la Guerra Civil Inglesa. Al principio, el protector de alambre de la empuñadura era un diseño simple, pero con el tiempo se volvió cada vez más esculpido y ornamentado.
La espada con empuñadura de cesta era una espada de corte y estoque que encontró el mayor uso en un contexto militar, en contraste con el estoque, espada igualmente pesada que se usó con mayor frecuencia con vestimenta civil, que evolucionó a la espada ropera o spada da lato durante el mismo período. El término "espada ancha" se usó en los siglos XVII y XVIII, en referencia a espadas de doble filo con empuñadura de canasta. El término se introdujo para distinguir estas espadas de corte y estoque del espadín, más pequeño y estrecho.voy
En el siglo XVII había variaciones regionales de empuñaduras de canasta: la empuñadura valona, la empuñadura Sinclair, la schiavona, la espada mortuoria, la espada ancha escocesa y algunos tipos de pallasches de Europa del Este. Las variantes mortuorias y de arcilla se usaban comúnmente en las islas británicas, ya sea de producción nacional o adquiridas a través del comercio con Italia y Alemania. También influyeron en el sable de caballería del siglo XVIII.

## Subtipos

### Schiavona

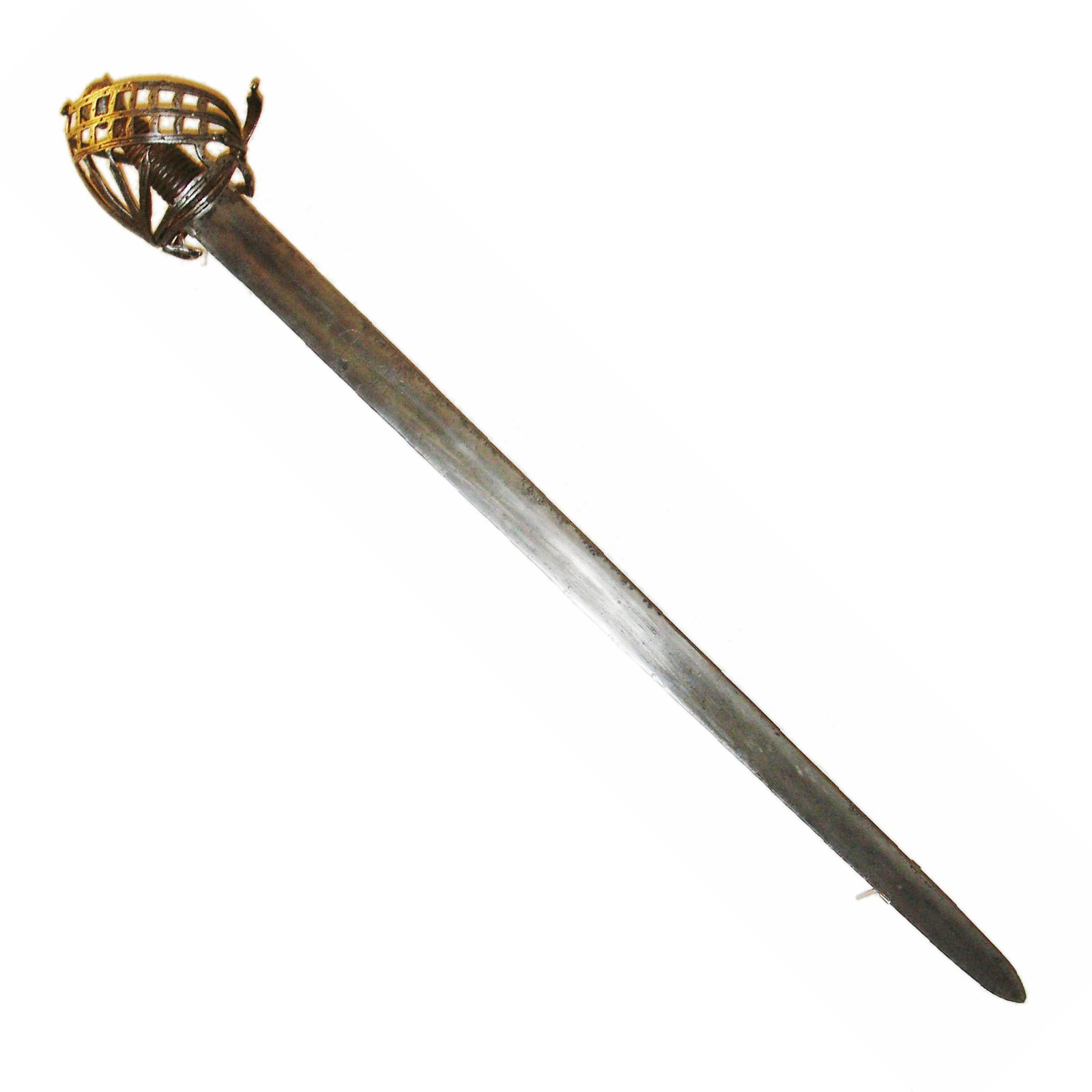
Una schiavona típica de finales del siglo XVII.

La Schiavona fue una espada renacentista que se hizo popular en Italia durante los siglos XVI y XVII. Proveniente de la espada del siglo XVI de los mercenarios balcánicos que formaban la guardia personal del dux de Venecia, el nombre proviene del hecho de que la guardia estaba compuesta en gran parte por eslavos de Schiavon, Istria y Dalmacia. Era ampliamente reconocible por su "empuñadura cabeza de gato" y su guardamanos distintivo compuesto por muchas barras de latón o hierro en forma de hoja que estaban unidas a la barra transversal y al arco de nudillos en lugar del pomo.
Clasificada como una verdadera espada ancha, esta espada de guerra tenía una hoja más ancha que sus los contemporáneos estoques civiles. Mientras que un estoque es principalmente una espada de empuje, una schiavona es una espada de corte y empuje que tiene un peso adicional para una mayor penetración. Tenía empuñadura de canasta (a menudo con un quillón incrustado como protección superior) y su hoja era de doble filo. Una hoja superviviente mide 93,2 cm × 3,4 cm × 0,45 cm y lleva dos fullers o surcos corriendo alrededor de 1/4 de la longitud de la hoja. Con un peso de alrededor de 1,1 kg, esta hoja era útil tanto para cortar como para empujar.
La schiavona se hizo popular entre los ejércitos de los que comerciaban con Italia durante el siglo XVII y era el arma elegida por muchos miembros de la caballería pesada. Era popular entre los soldados mercenarios y los civiles adinerados por igual; Las clases altas importaron ejemplos decorados con dorado y piedras preciosas para usarlos como una combinación de accesorio de moda y arma defensiva.

### Espada mortuoria
Un arma similar fue la espada mortuoria de corte y empuje que fue utilizada después de 1625 por la caballería durante la Guerra Civil Inglesa. Esta espada (generalmente) de dos filos lucía una empuñadura de media canasta con una hoja recta de unos 90–105 cm de largo. Estas empuñaduras eran a menudo de un diseño y esculpidos muy intrincados.
Tras la ejecución del rey Carlos I de Inglaterra (1649), se fabricaron espadas con empuñadura de cesta que representaban en la empuñadura el rostro o máscara mortuoria del rey "mártir". Estas espadas llegaron a conocerse como espadas mortuorias, y el término se ha ampliado para referirse a todo el tipo de espadas anchas de la era de la Guerra Civil por parte de algunos autores del siglo XX.
Esta espada era el arma preferida de Oliver Cromwell; la que poseía ahora está en manos de Royal Armouries y se exhibe en la Torre de Londres. Las espadas mortuorias se mantuvieron en uso hasta alrededor de 1670, cuando cayeron en desgracia entre los civiles y comenzaron a ser reemplazadas por el espadín.

### Espada ancha escocesa

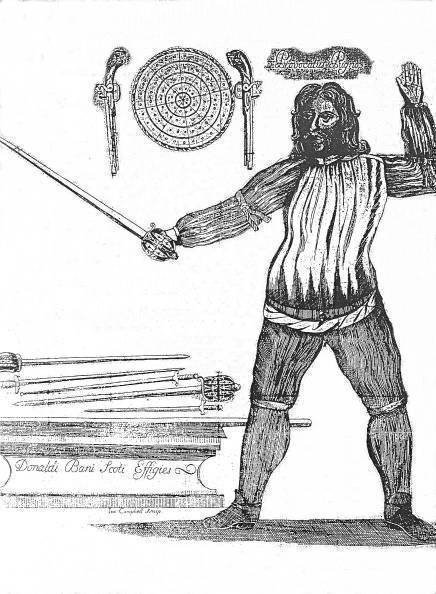
Retrato de Donald McBane, un maestro de esgrima escocés, de The Expert Swordsman's Companion (1728) de Donald McBane. Esta imagen muestra a McBane con una espada ancha, mientras que la mesa junto a él tiene espadas anchas y pequeñas. La pared detrás de él tiene un objetivo con pistolas de chispa a cada lado.

Un arma común entre los miembros del clan durante las rebeliones jacobitas de finales del siglo XVII y principios del XVIII fue la espada ancha escocesa con empuñadura de canasta, comúnmente conocida como claidheamh mor o claymore que significa "gran espada" en gaélico.

### Empuñadura Sinclair
La "empuñadura Sinclair" es el nombre dado por los anticuarios victorianos, a finales del siglo XIX, a las espadas escandinavas que "tienen cierto parecido" con las espadas utilizadas en las Tierras Altas de Escocia en los siglos XVII y XVIII. Llamaron a la espada por George Sinclair, un mercenario escocés que murió en Suecia (d. 1612).

### Espada valona
La llamada espada valona  o haudegen (espada cortante) era común en Alemania, Suiza, Países Bajos y Escandinavia en la guerra de los Treinta Años y la era barroca . El historiador y tipólogo de espadas Ewart Oakeshott propuso un origen inglés para este tipo de espada, con un desarrollo posterior en los Países Bajos y Alemania. Los estoques con empuñadura de cesta y las espadas roperas, caracterizados por protectores de caparazón perforados, fabricados durante el mismo período, se conocen como estoques de Pappenheimer.
La espada valona fue favorecida tanto por la nobleza militar como por la civil. Una característica distintiva de la espada valona es la presencia de un anillo en el pulgar y, por lo tanto, no era ambidiestra. El tipo de empuñadura más común presentaba un protector de caparazón doble y media canasta, aunque existen ejemplos con protección para las manos que van desde un caparazón y una empuñadura simple hasta una cesta completa.
 

Después de su campaña en los Países Bajos en 1672 (cuando muchas de estas espadas alemanas fueron capturadas de los holandeses), los franceses comenzaron a producir esta arma como su primera espada reglamentaria. Las armas de este diseño también se entregaron al ejército sueco desde la época de Gustavo Adolfo hasta la década de 1850.

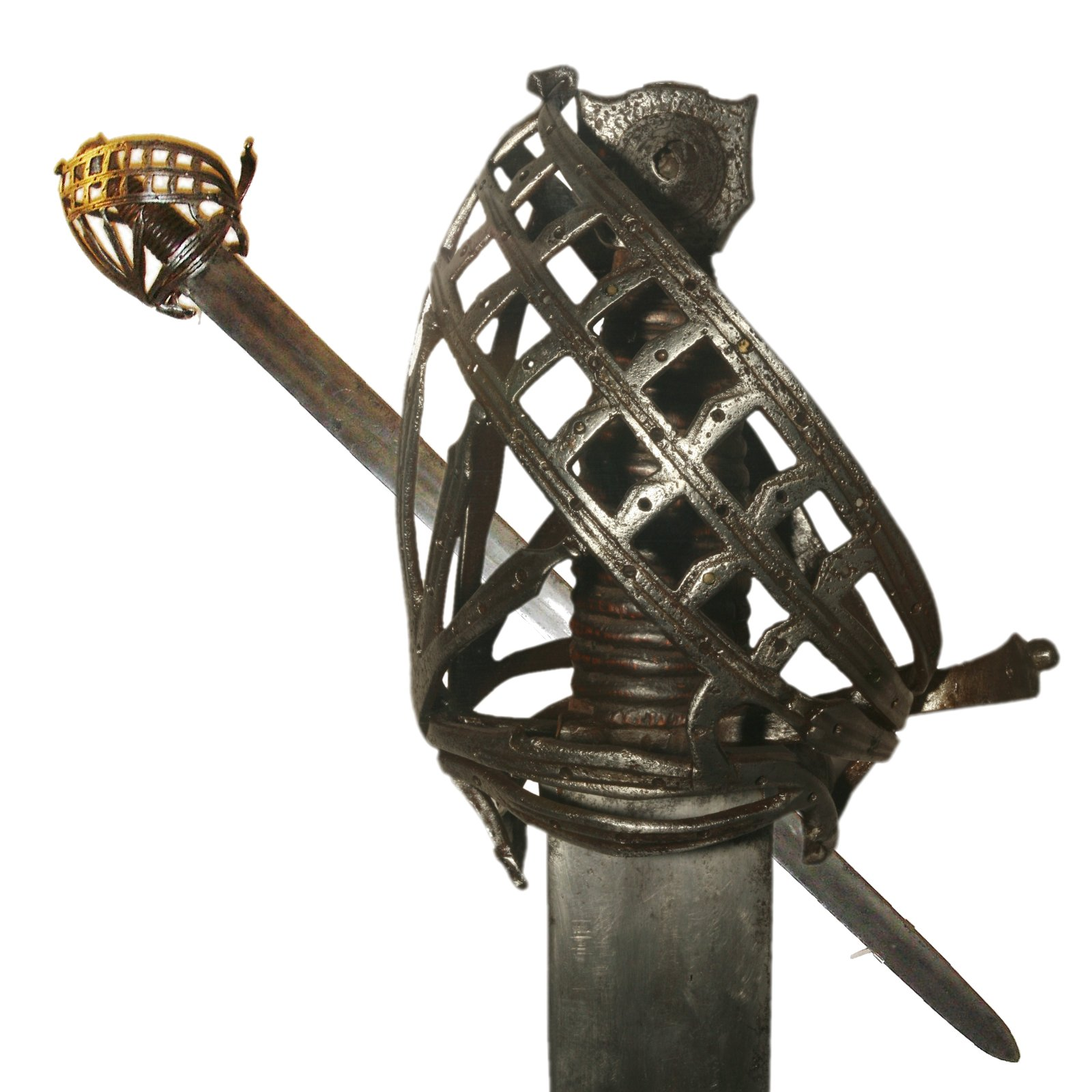
Schiavona veneciana, tipo 2a, de finales del siglo XVII
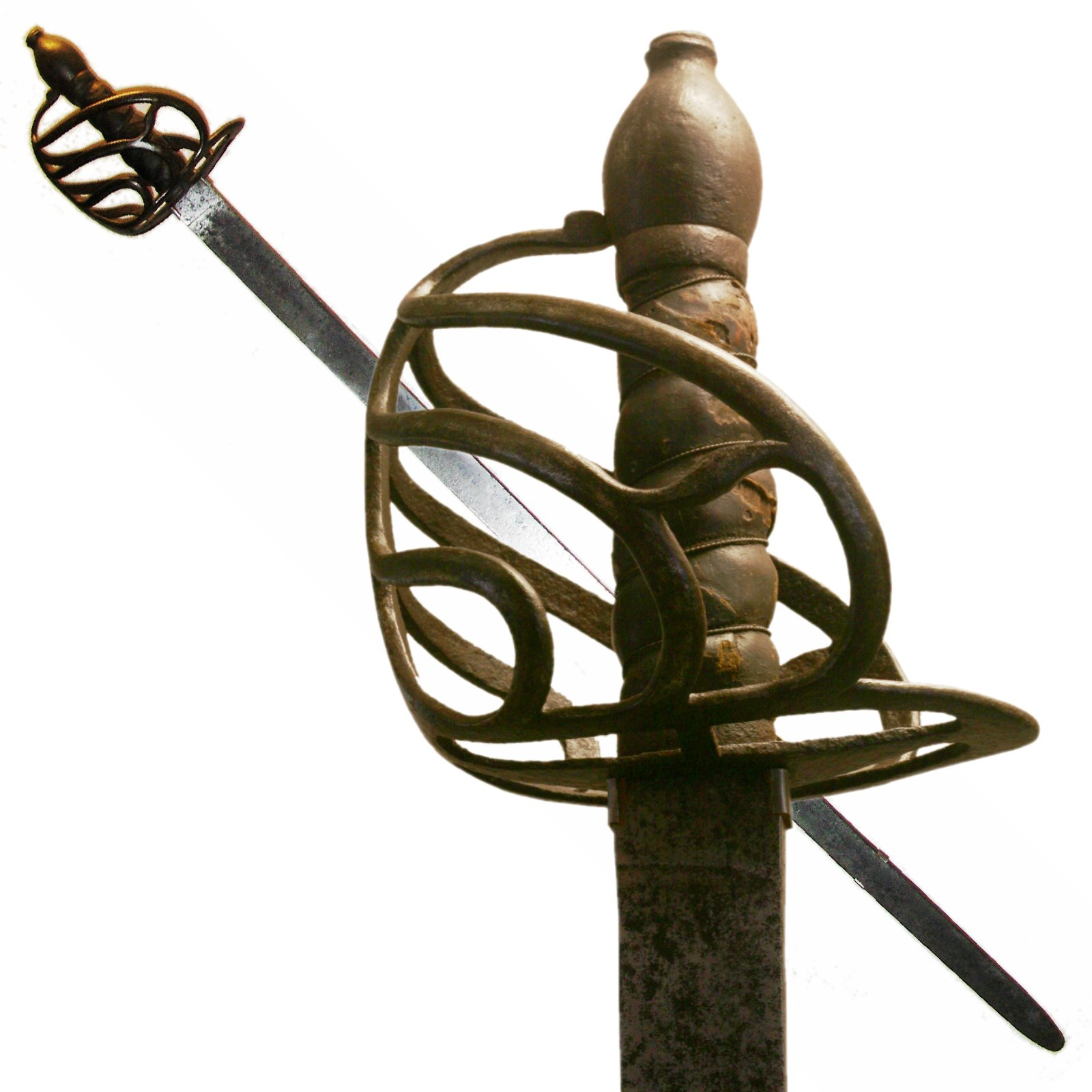
Espada de caballería pesada modelo británico 1788
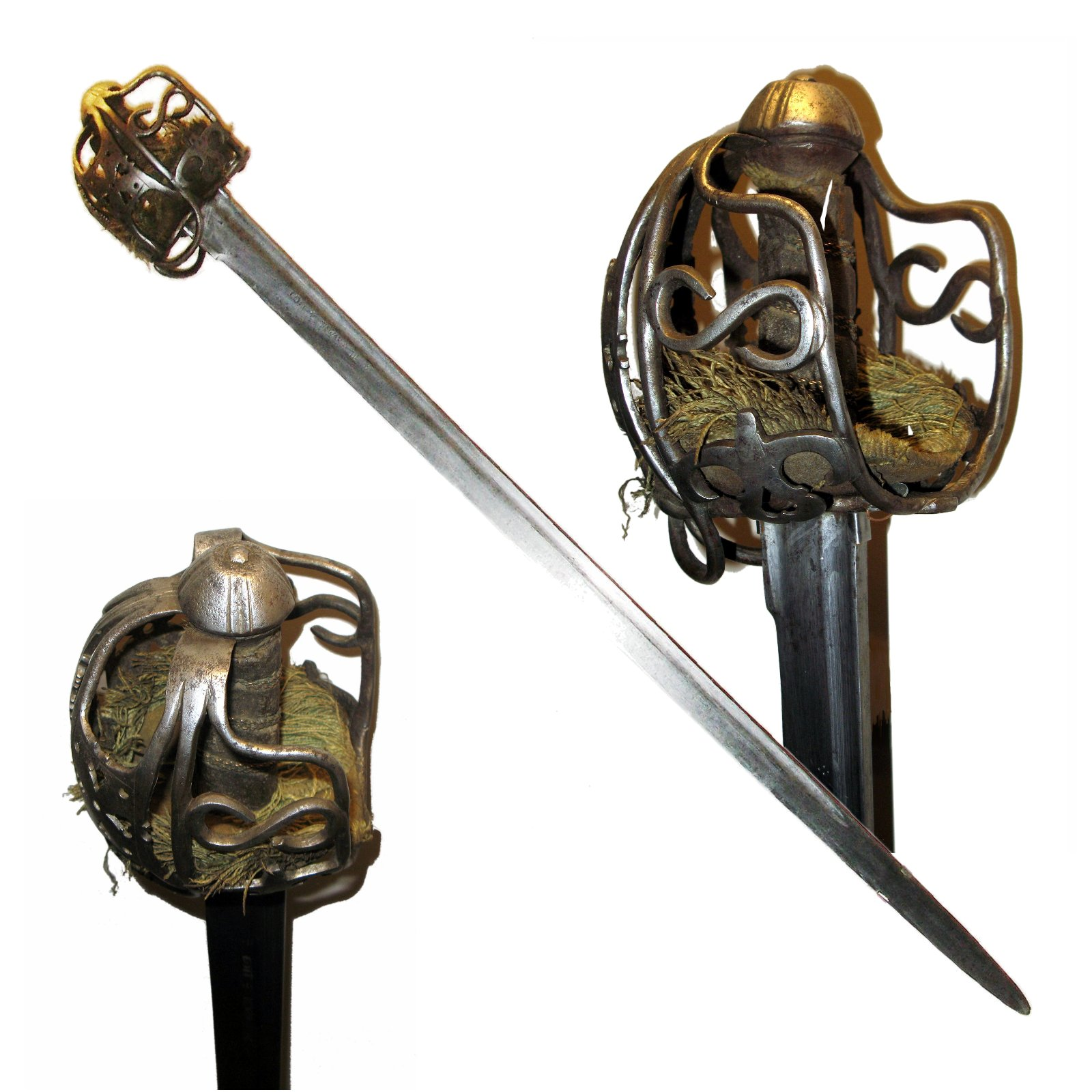
Una espada ancha escocesa del tipo claidheamh cuil o "espada trasera"
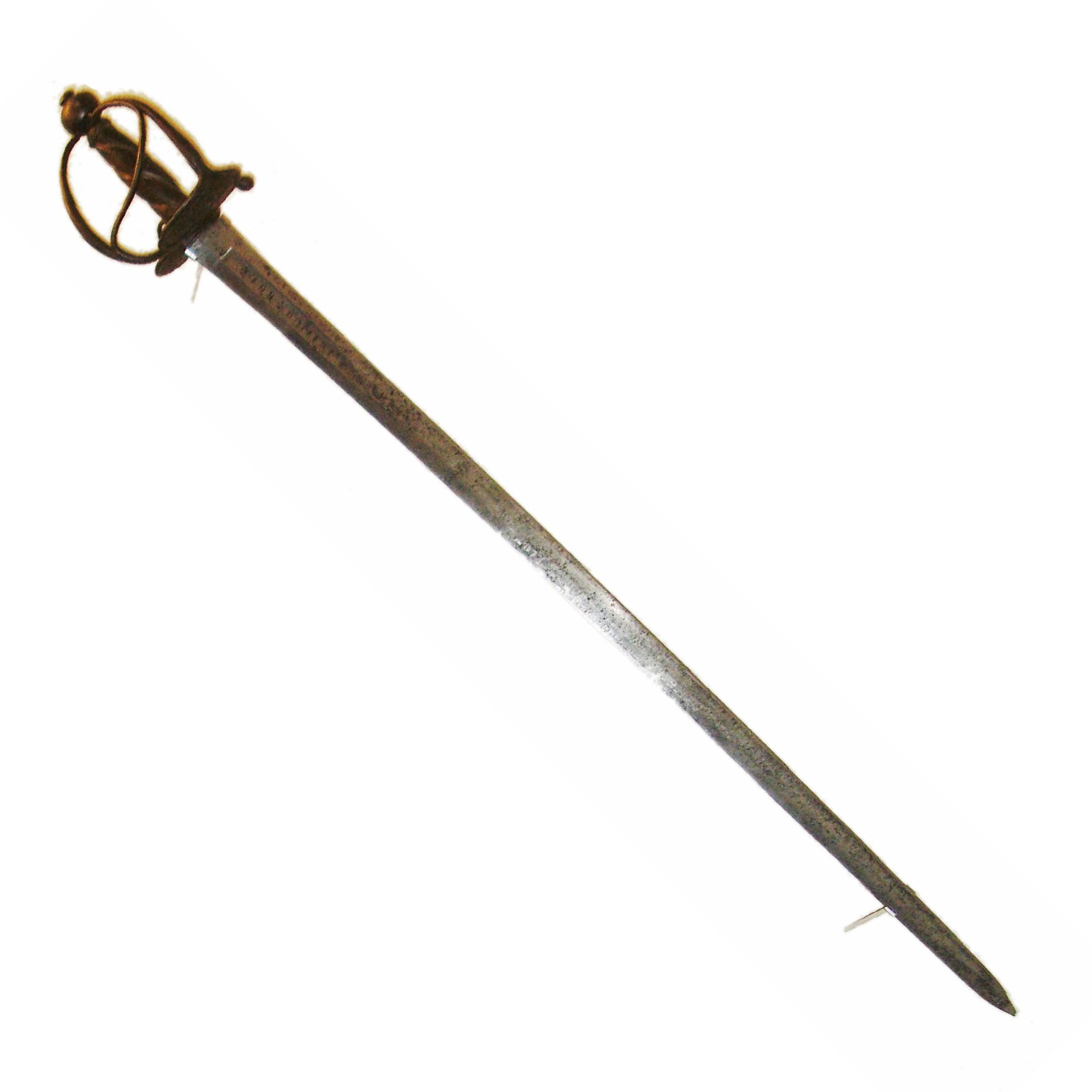
Espada valona de fabricación suiza